# Gaston Berger
Pour les articles homonymes, voir Berger (homonymie).
Gaston Berger, né le 1er octobre 1896 à Saint-Louis (Sénégal) et mort le 13 novembre 1960 à Longjumeau (France), est un philosophe et haut fonctionnaire français, connu principalement pour ses études sur Husserl, ses travaux sur la caractérologie et pour avoir participé à la création de l'INSA Lyon aux côtés de Jean Capelle. Il est aussi l'inventeur du terme prospective qui signifie « étude des futurs possibles » et de l'anthropologie prospective qu'il définit comme science de l'homme à venir. Il est le père du célèbre chorégraphe Maurice Béjart (1927-2007).

## Biographie
Il naît quarteron au Sénégal, alors colonie française : la mère de son père, Fatou Diagne, est sénégalaise,. Il suit ses études primaires et secondaires au lycée de Perpignan. Le divorce de ses parents le conduit à travailler dès l’âge de 14 ans. Le 30 septembre 1914 (veille de ses 18 ans), Gaston Berger devance l’appel et s’engage volontairement dans l'armée française. Il reste sous l’uniforme durant cinq ans. Il passe près de trois années sur divers fronts, de novembre 1915 à août 1918 ; il participe à la campagne d’Orient, de la Grèce aux Dardanelles. Il en revient officier et décoré de la Croix de guerre. Après la guerre, il retourne dans l’huilerie où il travaille à Marseille, et dont il prend plus tard la direction.
À 25 ans, passionné de philosophie, il décide de reprendre ses études et prépare le baccalauréat au Lycée Thiers. Il s'inscrit ensuite à l'université d'Aix-en-Provence, où il étudie la philosophie de Maurice Blondel. Après avoir passé sa licence en 1924, il obtient son diplôme d'études supérieures avec un mémoire sur les Relations entre les conditions d'intelligibilité et le problème de la contingence.
En 1926, Gaston Berger fonde à Marseille, avec quelques amis, la Société des études philosophiques du Sud-Est. Après trois numéros, le bulletin de la société devient en 1928 une revue à part entière, Les Études philosophiques, qui sont aujourd'hui publiées par les Presses universitaires de France.
Il poursuit simultanément dans les années 1930 son activité de gérant d’entreprise, celle de directeur des Études philosophiques et la rédaction de sa thèse sur Husserl. En 1937, Gaston Berger est à l'origine de la création du comité de liaison des sociétés françaises de philosophie, qui deviendra en 1966 l'Association des sociétés de philosophie de langue française (ASPLF). Il préside en 1938 le premier Congrès national des sociétés françaises de philosophie.
En juin 1941, il obtient un doctorat à la faculté des Lettres d'Aix, avec deux thèses, l'une portant sur Le Cogito dans la philosophie de Husserl, l'autre sur Les Conditions de la connaissance : essai d'une théorétique pure. Simone Weil en fait un compte rendu dans les Cahiers du Sud. Il participe à la Résistance tout en enseignant comme chargé de cours à l'université. À la Libération d'Aix-en-Provence, en 1944, il y est nommé professeur titulaire de chaire.
Il quitte cependant la faculté des lettres d'Aix-en-Provence en 1947 à l'invitation d'universités américaines. En 1949, il devient alors secrétaire général de la Commission Fulbright, chargé des relations culturelles entre la France et les États-Unis.
De 1953 à 1960, il assure la direction générale de l'enseignement supérieur au ministère de l'Éducation nationale, ce qui lui permet de travailler à la modernisation de l’Université française et d'« augmenter considérablement le nombre des chaires de philosophie dans les facultés. »
Il est élu membre de l'Académie des sciences morales et politiques en 1955. Il est à l'origine du Centre d'études supérieures de la Renaissance (ou CESR), créé à Tours en 1956. Il fonde la revue Prospective et le centre du même nom avec André Gros en 1957. Il crée l'IAE de Paris avec Robert Goetz en 1956 et l'INSA de Lyon avec le recteur Capelle en 1957.
Il trouve la mort dans un accident automobile en 1960 (victime d'une crise cardiaque au volant), quelques mois après avoir quitté ses fonctions et après sa nomination à l'École pratique des hautes études.
Son goût pour la diversité, ses multiples intérêts allant des langues (il en avait étudié une demi-douzaine, dont le chinois) au sport le conduisent à poser les premiers jalons d'une discipline transverse (une « indiscipline intellectuelle » selon le Commissaire au Plan Pierre Massé): la prospective.

« La diversité même de ses points de vue et de ses préoccupations, la richesse de sa formation humaine, faisaient de Gaston Berger, en même temps qu'une personnalité des plus attachantes, le type même de l'animateur, de l'éveilleur d'idées. Il a su donner à l'Université française, en un moment décisif, une orientation nouvelle dont sans doute elle recueillera avant longtemps le bénéfice »

— Robert Escarpit, Extrait de la notice nécrologique du 15 novembre 1960 parue dans Le Monde.
L'Université Gaston-Berger de Saint-Louis du Sénégal, sa ville natale, porte son nom.
Gaston Berger a repris, en 1955, l'Encyclopédie française, l’œuvre monumentale initiée par le ministre Anatole de Monzie et Lucien Febvre en 1935,.
Gaston Berger, fervent catholique, est très proche du Père carme Marie-Eugène de l'Enfant-Jésus (1894-1967), fondateur de l'Institut Notre-Dame de Vie.
Sa vie et nombre de ses points de vue nous sont accessibles par les ouvrages de son fils le célèbre chorégraphe Maurice Béjart, qui lui vouait une admiration sans bornes. Pour Éric Verrax, la vie incroyablement riche et diverse de Berger trouve son issue de conscience dans l’œuvre de son fils, souvent en creux : au patriotisme puissant du père répond le cosmopolitisme du fils, à la carrière administrative du père le refus des subventions du fils pour rester libre, etc.

## Pensée
La pensée de Berger s’est développée dans trois directions notables : la théorétique, la caractérologie et la prospective.
Son ouvrage sur la Théorétique constitue une ode au savoir, à la connaissance gratuite dont Berger suggère qu’elle est à la fois un facteur d’épanouissement de l’homme et une composante de la démocratie. Son œuvre mariant toujours Pensée et action, la création des INSA ou de l’ IAE traduit concrètement cette position théorique.
Dans le champ de la caractérologie, poursuivant l'approche statistique des caractères entreprise par Heymans et Le Senne, Berger ajoute de nouveaux axes dans la classification des types de personnalité :
- la « largeur du champ de conscience », idée inspirée de Malebranche : cela renvoie à la tendance plus ou moins prononcée de l'esprit, à embrasser plusieurs points de vue simultanément ;
- la « polarité », qui oppose le comportement directif (type Mars, ou animus) au comportement persuasif (type Vénus, ou anima). Cette opposition était déjà présente dans les écrits de Jung[15] et Bachelard[16] ;
- et quatre facteurs de tendance statistique : l'avidité (Av), la sensualité (intérêts sensoriels, Is), la tendresse (T) et la curiosité (« passion intellectuelle », Pi).

Examinant la situation où un individu présenterait chacun de ces caractères avec une intensité moyenne, Berger avertit :
« On aurait tort alors de penser qu'il s'agit d'un type banal ou indéterminé. Le caractère d'un équilibré est aussi bien défini et il n'est pas moins intéressant, que celui d'un passionné extrême ou d'un nerveux hypersensible. »

## Publications
- Les conditions de l'intelligibilité et le problème de la contingence, coll. « Prospective », Paris : L'Harmattan, 2010, 120 p.  (ISBN 978-2-296-13589-5).
- « Husserl et Hume », Revue internationale de philosophie, 1939
- Recherches sur les conditions de la connaissance, Paris, PUF, 1941
- Le Cogito dans la philosophie de Husserl, Paris, Aubier, 1941
- Phénoménologie du temps et prospective, Paris, PUF, 1964
- L’homme moderne et son éducation, Paris, PUF, 1967,
- Traité pratique d’analyse du caractère, Paris, PUF, 1950 - rééd. 2010
- Questionnaire caractérologique, PUF, Paris, 1950
- Caractère et personnalité, Paris, PUF, 1954
- Philippe Durance (éd.), De la prospective, Textes fondamentaux de la prospective française 1955-1966 (16 textes dont 11 de Gaston Berger), Paris, L'Harmattan, 2007.
- Jean-François Simonin, Généalogie de la prospective. L'anthropologie prospective de Gaston Berger, une philosophie de l'avenir pour le XXIe siècle ? Thèse de philosophie, rationalités contemporaines, présentée en Sorbonne le 30 novembre 2015.
- Éric Verrax, De la prospective à Maurice Béjart, l’œuvre multiple de Gaston Berger, entre évitement et diffraction. Master de philosophie soutenu à l’UCLY, 2020.